# Hôtel de Buyer
L'hôtel de Buyer est un hôtel particulier situé à Besançon dans le département du Doubs. Il est construit au XVIIe siècle et XVIIIe siècle.
Le corps de logis et ses décors, sa cour, ses façades et la toiture de la remise-écurie font l’objet d’une inscription au titre des monuments historiques depuis le 31 décembre 1997.

## Localisation
L'édifice est situé au 102 Grande-Rue dans le secteur de La Boucle de Besançon dans le département du Doubs et la région Franche-Comté.

## Histoire
L'hôtel est construit sur une propriété qui appartenait à la famille de Laborde de Monpezat. À la suite de la mort de Jean de Laborde, le 30 mai 1621, son neveu, Léonard de Laborde, hérite de la maison avec cour, étable, jardin et verger, à proximité du palais Granvelle. Le 13 novembre 1670, la maison détruite et ses dépendances sont vendues par Nicolas Grandmougin et sa femme Anne Talbert à François Elyon Courchetet d'Esnans et Jean Bauquier, tous deux docteurs en droit. Le logis principal est reconstruit à la fin du XVIIe siècle ou au début du XVIIIe siècle sur les ruines de l'ancienne maison par la famille Courchetet d'Esnans qui l'agrandit au XIXe siècle. Le 5 juillet 1774, Alexandre-François Courchetet d'Esnans et sa sœur Françoise-Angélique Damey de Saint Bresson, vendent la demeure familiale à Thomas Pillot de Chenecey.
Le 20 février 1782, le bâtiment est acheté par Claude-Joseph de Buyer, prévôt général de la maréchaussée et membre de la Famille de Buyer qui fait surélever le logis par l'architecte bisontin Claude Antoine Colombot. L'hôtel se transmet ensuite à son fils Rodolphe de Buyer, père d'Arthur de Buyer. En 1865, après le décès de Rodolphe de Buyer, sa femme en hérite.
L'allée cochère est fermée au XXe siècle. En 1969, le fond de la parcelle, derrière le bâtiment des remise et écurie, est vendu à la ville pour agrandir la place du Théâtre. Le corps de logis et ses décors, sa cour, ses façades et la toiture de la remise-écurie font l’objet d’une inscription au titre des monuments historiques depuis le 31 décembre 1997.

## Architecture
Une allée cochère permet de relier la rue et la cour intérieure. Le logis est formé de deux étages carrés et d'un étage de comble. Les étages sont reliés par un escalier maçonné équipé d'une rampe en ferronnerie. Le toit possède une fausse coupole à éclairage zénithal. Le bâtiment repose sur une cave voûtée en berceau à trois travées perpendiculaires à la rue.
Le second corps de logis, situé entre la cour et le jardin, repose sur une cave voûtée d'arêtes. Ce bâtiment possède un étage carré et un étage de comble qui sont reliés par un escalier en charpente et rampe en ferronnerie. L’éclairage se fait par une fausse voûte en demi-coupole. Une aile relie les deux corps de logis en retour d'équerre sur cour. Cette structure possède un étage carré et un étage de comble recouvert d'ardoise. Une remise et une écurie sont situées au fond du jardin.